# Фелікс Крус Барбоса
Фелікс Крус Барбоса (ісп. Félix Cruz Barbosa, нар. 4 квітня 1961) — мексиканський футболіст, що грав на позиції захисника за декілька мексиканських клубних команд, а також національну збірну Мексики.

## Клубна кар'єра
У дорослому футболі дебютував 1982 року виступами за команду «УНАМ Пумас», в якій провів п'ять сезонів, взявши участь у 131 матчі чемпіонату. Більшість часу, проведеного у складі «УНАМ Пумас», був основним гравцем захисту команди.
Згодом з 1987 по 1989 рік грав у складі команд «Атланте» та «УАНЛ Тигрес».
1989 року перейшов до клубу «Монтеррей». Відіграв за команду з Монтеррея наступні чотири сезони своєї ігрової кар'єри. У розіграші 1991/92 став у її складі володарем Кубка Мексики, що дозволило його команді стати учасником, а врешті-решт й переможцем, другого в історії розіграшу Кубка володарів кубків КОНКАКАФ, що відбувся 1993 року.
Завершував ігрову кар'єру у команді «Торос Неса», за яку виступав протягом 1993—1994 років.

## Виступи за збірну
1983 року дебютував в офіційних матчах у складі національної збірної Мексики.
Був основним гравцем мексиканської команди на домашньому для неї чемпіонаті світу 1986 року, де команда припинила боротьбу на стадії чвертьфінадів, згодом брав участь у трьох іграх в рамках розіграшу Золотого кубка КОНКАКАФ 1991, де мексиканці здобули бронзові нагороди.
Загалом протягом кар'єри у національній команді, яка тривала 9 років, провів у її формі 47 матчів, забивши один гол.

## Титули і досягнення
- Володар Кубка володарів кубків КОНКАКАФ (1):

«Монтеррей»: 1993
- Володар Кубка Мексики (1):

«Монтеррей»: 1991/92
- Бронзовий призер Золотого кубка КОНКАКАФ: 1991